# Angel De Cora
Angel De Cora Dietz (1871–1919) fou una pintora i il·lustreadora Ho-Chunk, defensora dels drets dels amerindis i professora a la Carlisle Indian Industrial School. Fou l'artista ameríndia més coneguda abans de la Primera Guerra Mundial.

## Antecedents
Angel De Cora Dietz o Hinook-Mahiwi-Kalinaka (Núvol flocós surant pel lloc), va néixer a l'Agència Winnebago del comtat de Dakota (ara Thurston), Nebraska el 3 de maig, filla de David Tall Decora, un Ho-Chunk (Winnebago) d'ascendència francesa i fill del cap hereditari Little Decorah. Angel va néixer en el clan Ocell-Tro; els seus noms anglès i Ho-Chunk foren escollits per un parent que se li va demanar que la nomenés, va obrir la Bíblia, i la primera paraula que va llegir va ser "àngel". La seva mare era membre de la influent família LaMere. Fou segrestada de l'Agència quan era joveneta i enviada a l'escola de Hampton (Virgínia). "Un estrany home blanc va aparèixer en la reserva i li va preguntar a ella, a través d'un intèrpret, si li agradaria muntar en un cotxe de vapor; amb sis nens més, va decidir intentar-ho, i quan es va acabar el passeig es va trobar a Hampton. (Va ser) tres anys després, quan vaig tornar amb la meva mare", va dir Àngel de Cora. "ella em va dir que durant mesos ella plorava i pregava per mi. El meu pare i l'antic cap i la seva dona havien mort, i amb ells l'antiga vida dels indis havia marxat.'"

## Educació
De Cora estudià a l'escola preparatòria local a Hampton, Virginia, treballant per a una família local. Després De Cora fou educada a ka Burnham Classical School for Girls. Va estudiar arts al Smith College. Estudipa específicament il·lustració a l'Institut Drexel (ara Universitat Drexel) i també estudià a las Cowles Art School a Boston.

## Personal
De Cora es va casar amb William Henry “Lone Star” Dietz (Wicarhpi Isnala), un home d'ascendència dakota i alemanya, qui també ensenyava a la Carlisle Indian School. Es van trobar a la Fira Mundial de St. Louis el 1904. Endemés del seu art, Dietz era un destacat jugador de futbol, i el 1915 es va convertir en entrenador en cap de l'Estat de Washington; més tard va ser el primer entrenador dels Washington Redskins.

## Il·lustracions
Cap al final de la seva carrera, De Cora i el seu marit ensenyaren art a la Carlisle Indian Industrial School de Carlisle, Pennsylvània. En les seves il·lustracions tonalistes Angel De Cora pintà llum del foc per il·luminar càlids records de la seva vida d'infantesa a les planes de Nebraska després es va instal·lar lluny de casa a l'est." La seva pintura a l'oli, "per a una exposició de l'escola índia, per a l'Exposició Pan-Americana a Buffalo, Nova York" demostra la destresa tècnica i la profunditat emocional del seu art.
De Cora va crear els dissenys de portada pel llibre de Natalie Curtis The Indians' Book, una col·lecció de cançons ameríndies, contes i obres d'art publicada per primera vegada el 1907.
Per desgràcia no queden gaires de les pintures originals de De Cora, però il·lustrà les seves pròpies històries publicades al
Harper's Magazine i llibres il·lustrats. El Yellow Star: A Story of East West (1911), d'Elaine Goodale Eastman conté il·lustracions de De Cora i el seu marit, William Henry Dietz. Les seves il·lustracions són rares per al seu període perquè retratava amerindis portant roba contemporània.

## Mort
Angel De Cora va agafar pneumònia i va morir a l'Hospital Cooley Dickinson de Northampton (Massachusetts) el 6 de febrer de 1919. Fou enterrada al cementiri de Bridge Street.

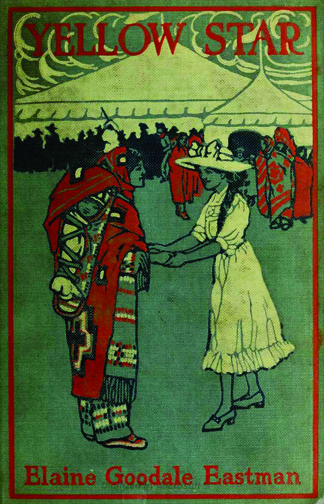
il·lustració de De Cora, 1911
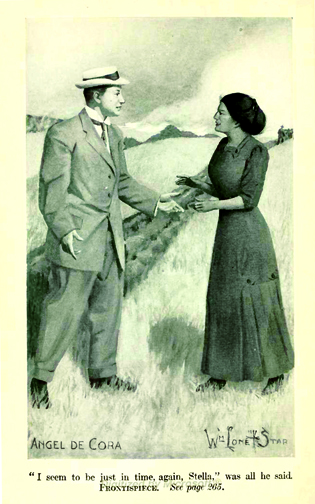
il·lustració de De Cora i Dietz
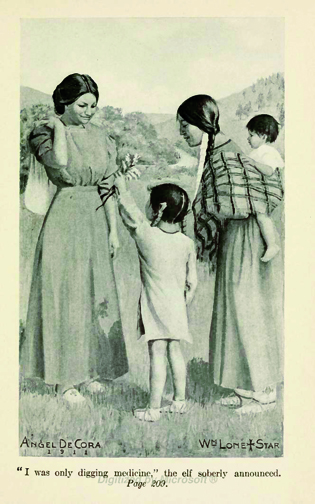
il·lustració de De Cora i Dietz